# Far Cry Instincts
Far Cry Instincts (с англ. — «Далёкий крик: Инстинкты») — компьютерная игра, разработанная компанией Ubisoft Montreal и изданная компанией Ubisoft для игровой консоли Xbox. Игра была издана 27 сентября 2005 года. Ремейк оригинальной ПК-версии, Instincts — менее открытая и более линейная игра, в связи со сниженной вычислительной мощностью консолей, что препятствует полному рендерингу огромных островов и ландшафтов. Тем не менее, в Instincts добавлены новые многопользовательские режимы, оружие и способности, последние находят отражение в изменении сюжетной линии. Портирование игры было запланировано на PlayStation 2 и Nintendo GameCube, но позже было отменено.
Аркадная версия игры, разработанная Global VR, была выпущена в 2007 году под названием Paradise Lost (с англ. — «Потерянный рай»).
Компания Ubisoft выпустила сиквел, игру Far Cry Instincts: Evolution для Xbox. Также, выпустила игру Far Cry Instincts: Predator для Xbox 360, которая содержит обе игры Far Cry Instincts и Evolution работающих в режиме высокой четкости.

## Сюжет
Игра рассказывает о человеке по имени Джек Карвер. Карвер — бывший военнослужащий ВМС США, который был уволен со службы после ряда противоправных действий. После этого он открывает магазин в Манхэттене и начинает незаконные поставки оружия всем и каждому, банды устраивают разборки, используя оружие, поставляемое Джеком, против наследника мафиози. Следовательно, гангстерам была поставлена цена — голова, и он был вынужден бежать из Соединенных Штатов и поселиться в Микронезии.
Карвер покупает подержанную яхту из правительственного аукциона и коротает своё время, переправляя туристов из дайвинг-клубов. В один прекрасный момент, девушка по имени Валери Кортез даёт большую сумму, если Джек переправит её на удалённый архипелаг, известный как «Якутан». Карвер соглашается, но с некоторой осторожностью.
По прибытии в Якутан, Кортез «заимствует» реактивные лыжи у Джека и высаживается на остров. Не беспокоясь, Джек решает вздремнуть, пока она вернется. Но Карвер просыпается, услышав, а затем и увидев вертолёт UH-60 Black Hawk, летающий вокруг его лодки. Он открывает по нему огонь, уничтожая его лодку, и заставляя его укрыться в близлежащим разрушенном японском авианосце.
И в этот самый момент игрок получает контроль. После краткого введения в уровень, игрок получает гарнитуру, а также руководство таинственным голосом, который называет себя «Дойлом». Как выяснилось, Кортез входит в состав ЦРУ, и прибыла, чтобы спасти Дойла. Дойл был на миссии по разоблачению работы сумасшедшего учёного доктора Кригера. Кригер, вместе со своей правой рукой, экс-апартеидом полковником Ричардом Кроу, пытались разработать сыворотку, которая позволит повысить физические возможности человека, и «открыть» скрытые «звериные способности».
Дойл убеждает Карвера, найти и спасти Кортез, которая была захвачена Кроу и его наемниками. Спасая Кортез, Карвер сам оказывается пойман Кроу по приказу доктора Кригера, который отмечает находчивость и упорство Карвера и решает, что он — хороший объект для испытания. Карверу вводят сыворотку и доставляют в зону наблюдения, преждевременно очнувшись, он сбегает, и его шокирует то, что он имеет «невероятные способности», такие, как увеличение скорости, ночное зрение и сильная ручная атака.
Наряду с способностями присутствует имплантат, призванный регулировать эффекты сыворотки и позволяющий специализировать оружие. Дойл командует Карверу найти дорогу к его позиции, чтобы тот удалил имплантат. По пути наёмники пытаются расшифровать КПК Валери Кортез, которая прикрывает Дойла. Карвер спускается в старый подземный бункер времён Второй мировой войны, чтобы остановить расшифровку, но наёмники замечают его при попытке к бегству. Он отступает через старый подземный комплекс и следует по инструкциям Дойла в научно-исследовательский центр. Карвер затем идёт в помещение, где он обнаруживает работы Кригера и мутантов, которых он создал. Также Карвер узнает, что Кроу собирает мутантов с неизвестной целью, и потом он, наконец, встречается с Дойлом, который освобождает его от имплантата. После удаления имплантата, Джек начинает проявлять неконтролируемое развитие, расход адреналина на его способности уменьшается, и он приобретает способности переносить и владеть таким оружием, как станковый пулемет 50 калибра.
После того, как Джек сбегает из исследовательского центра, он обнаруживает, что Кроу захватил Дойла и вколол ему сыворотку, и распустил мутантов участвуя в заговоре с целью предать Кригера. Джек должен бороться с наёмниками Кроу, дикими мутантами и элитной группой спецназа под личным командованием Кригера. Спасая Дойла, Карвер узнаёт, что Кроу вколол себе учетверённую дозу сыворотки. Предполагая, контроль над «альфа»-существами, самыми мощными и умными мутантами со способностями, аналогичными тем, что у Джека, Кроу направился прямо к базе Кригера. Джек следует в убежище доктора Кригера на вершине действующего вулкана, где побеждает физически деформированного Кроу. Кригер, в последней отчаянной попытке использует «альф» против Джека, но понимает, что они рассматривают Джека в качестве своего лидера из-за его победы над Кроу. Мутанты направляются, к доктору Кригеру и убивают его, рассматривая его как угрозу Джеку, и тем самым позволяя ему уйти до того, как начнётся извержение вулкана. Джек может отступить на Блэк-Хоке пилотируемом Кортез и Дойлом, которые обещают заплатить за новую лодку взамен уничтоженной; Дойл также обещает, что они «сделают лучше» и открывает металлический корпус и вертолёт улетает.

## Особенности
Игра включает в себя тонкие тематические элементы, касающиеся опасностей генной инженерии, а также геноцида местных островитян, что можно увидеть, деформированных существ, созданных Кригером. Кроме того, таинственные условия, связанные с динозаврами, раскрываются через игровое радио. Это развитие проявляется в ящеро-подобных животных (которые напоминают мелких динозавров), которые проживают в джунглях на острове.
Ландшафт в игре Far Cry: Instincts сильно варьируется — он включает в себя влажные тропические леса, густые джунгли, высокие каньоны, шахты, болота, и даже вулканические леса.
Помимо основного геймплея Far Cry: Instincts, в ПК-версии не было вышеупомянутых «Звериных способностей». Существует также система ловушек, которая позволяет игроку создавать мины-ловушки, разбросав ветки с шипами около близлежащей листвы. Когда прогуливаются ничего не подозревающие NPC, их убивает кнутом из веток. Противопехотные мины также доступны и могут быть установлены на пути врагов, приводя к разрушительным результатам. Эти ловушки можно также использовать в мультиплеере. Существует также редактор карт, который позволяет игроку создавать свои собственные карты, имея доступ к множеству машин, вооружения, зданий, деревьев, а также возможность изменения ландшафта. Вода не может быть добавлена, только на постоянной высоте, и поэтому, делая землю выше или ниже, игрок может выбрать, нужна ли вода. Карты можно загружать и использовать их на Xbox Live, для игры с друзьями.

## Отзывы
| Сводный рейтинг | Сводный рейтинг |
| Агрегатор       | Оценка          |
| --------------- | --------------- |
| GameRankings    | 86,57 %         |

- Сайт X-Play оценил игру Far Cry: Instincts на 4/5.

## Сиквелы и ремейки

### Evolution
| Сводный рейтинг | Сводный рейтинг |
| Агрегатор       | Оценка          |
| --------------- | --------------- |
| GameRankings    | 76,62 %         |

Продолжение игры Far Cry Instincts с подзаголовком Evolution было выпущено для Xbox 27 марта 2006 года. Evolution включает в себя новую одиночную кампанию, но значительно укороченную, чем в оригинальной Far Cry Instincts. Сюжетная линия берёт начало через некоторое время после событий Instincts. Джека наняла девушка по имени Кейд, чтобы он поставил вооружение пиратам и государству в Микронезии. На дилера затем нападают повстанцы во главе с вождём Семеру, который вместе со своими элитными воинами, обладает теми же дикими способностями, какие у Джека, который арестован за это нападение. После бегства в конспиративный дом с Кейд, Джек сталкивается с Дойлом, который там для «борьбы за живучесть». Он предлагает Джеку и Кейд амнистию в обмен на их помощь в уничтожении НПЗ повстанцев. После успешного завершения, раненого Дойла и Кейд захватывают повстанцы. Джек спасает Дойла, отчасти зная путь из леса, но при поиске транспорта, Дойла, захватывают повстанцы. После отслеживания крови Дойла через джунгли и постройки в пологом лесу, Джек находит Дойла мертвым у храма на горе. Джек идёт через храм, где он вновь встречает Семеру, который насмехается, что «Карвер это просто подделка с полномочиями, которых он не заслуживает». После этого он захватывает Джека и рассказывает что Кейд, дала ему деньги со сделки, чтобы тот помог убить Джека. То Кейд, то Семеру нападают на него. Джеку удается победить Семеру, и он прокалывает его бамбуковым щебнем. Карверу затем противостоит Кейд, которая умоляет, что нет другого пути которым она может сохранить свою жизнь. Вместо того чтобы её всё-таки убить, Джек отдаёт ей обратно деньги со сделки.
Evolution также включает в себя новые виды оружия и транспортных средств, а также дополнительный многопользовательский режим. Карты, созданные для Xbox-версии, не могут быть переведены в версию для Xbox 360.
Far Cry Vengeance — Wii-версия имеющая те же особенности и сюжет как у Evolution.

### Predator
| Сводный рейтинг | Сводный рейтинг |
| Агрегатор       | Оценка          |
| --------------- | --------------- |
| GameRankings    | 77,03 %         |

Far Cry Instincts: Predator, тайтл Xbox 360, выпущенный в тот же день что и Evolution. Он включает в себя графически расширенные версии Far Cry Instincts и Evolution. Он отличается редактором карт, в котором игрок может создавать карты. Персонаж онлайн-игры является клоном Джека Карвера, но может быть отредактирован, у персонажа есть татуировка «Карма».

### Paradise Lost
Paradise Lost — рельсовая версия игры Far Cry Instincts выпущенная в 2007 году компанией Global VR.